# Makanruschi
Makanruschi (russisch Остров Маканруши; jap. 磨勘留島, Makanrushi-tō) ist eine unbewohnte Vulkaninsel im nördlichen Teil der Kurilen. Sie liegt 28 Kilometer nordwestlich der Insel Onekotan und befindet sich somit etwas außerhalb des eigentlichen, vulkanisch aktiven Inselbogens der Kurilen. Die Insel gehört administrativ zur russischen Oblast Sachalin.
Makanruschi ist eine annähernd oval geformte Insel mit einer Länge von 10 km, einer Breite von bis zu 7 km sowie einer Fläche von 49 km². Sie besteht im Wesentlichen aus dem gleichnamigen Schichtvulkan und erreicht eine Höhe von 1171 m über dem Meer.